# ری‌آی باکوماتسو کاره‌شی
ری‌آی باکوماتسو کاره‌شی (恋愛幕末カレシ〜時の彼方で花咲く恋〜 Renai Bakumatsu Kareshi: Toki no Kanata de Hanasaku Koi) یک اوتومو گیم ژاپنی است که در سال ۲۰۱۷ میلادی منتشر شده است.